# Gran Premi de Bèlgica del 1982
Resultats del Gran Premi de Bèlgica de Fórmula 1 disputat la temporada 1982 al circuit de Zolder el 9 de maig del 1982.
En els entrenaments per la disputa d'aquest GP va morir Gilles Villeneuve.

## Resultats
| Pos | No | Pilot              | Equip             | Voltes | Temps / Retirada                    | Pos. de sortida | Punts |
| --- | -- | ------------------ | ----------------- | ------ | ----------------------------------- | --------------- | ----- |
| 1   | 7  | John Watson        | McLaren - Ford    | 70     | 1h 35' 41. 995                      | 10              | 9     |
| 2   | 6  | Keke Rosberg       | Williams - Ford   | 70     | + 7.268 s                           | 3               | 6     |
| 3   | 25 | Eddie Cheever      | Ligier - Matra    | 69     | + 1 Volta                           | 14              | 4     |
| 4   | 11 | Elio de Angelis    | Lotus - Ford      | 68     | + 2 Voltes                          | 11              | 3     |
| 5   | 1  | Nelson Piquet      | Brabham - BMW     | 67     | + 3 Voltes                          | 8               | 2     |
| 6   | 20 | Chico Serra        | Fittipaldi - Ford | 67     | + 3 Voltes                          | 23              | 1     |
| 7   | 29 | Marc Surer         | Arrows - Ford     | 66     | + 4 Voltes                          | 22              |       |
| 8   | 18 | Raul Boesel        | March - Ford      | 66     | + 4 Voltes                          | 24              |       |
| 9   | 26 | Jacques Laffite    | Ligier - Matra    | 66     | + 4 Voltes                          | 17              |       |
| DSQ | 8  | Niki Lauda         | McLaren - Ford    | 70     | Desqualificat                       | 4               |       |
| Ret | 5  | Derek Daly         | Williams - Ford   | 60     | Virolla                             | 13              |       |
| Ret | 17 | Jochen Mass        | March - Ford      | 60     | Motor                               | 25              |       |
| Ret | 15 | Alain Prost        | Renault           | 59     | Virolla                             | 1               |       |
| Ret | 2  | Riccardo Patrese   | Brabham - BMW     | 52     | Virolla                             | 9               |       |
| Ret | 30 | Mauro Baldi        | Arrows - Ford     | 51     | Accelerador                         | 26              |       |
| Ret | 31 | Jean Pierre Jarier | Osella - Ford     | 37     | Aleró trencat                       | 14              |       |
| Ret | 22 | Andrea de Cesaris  | Alfa Romeo        | 34     | Caixa canvi                         | 6               |       |
| Ret | 4  | Brian Henton       | Tyrrell - Ford    | 33     | Motor                               | 20              |       |
| Ret | 3  | Michele Alboreto   | Tyrrell - Ford    | 29     | Motor                               | 5               |       |
| Ret | 35 | Derek Warwick      | Toleman - Hart    | 29     | Transmissió                         | 19              |       |
| Ret | 36 | Teo Fabi           | Toleman - Hart    | 13     | Frens                               | 21              |       |
| Ret | 12 | Nigel Mansell      | Lotus - Ford      | 9      | Embragatge                          | 7               |       |
| Ret | 16 | René Arnoux        | Renault           | 7      | Turbo                               | 2               |       |
| Ret | 9  | Manfred Winkelhock | ATS - Ford        | 0      | Embragatge                          | 12              |       |
| Ret | 23 | Bruno Giacomelli   | Alfa Romeo        | 0      | Col·lisió                           | 15              |       |
| Ret | 10 | Eliseo Salazar     | ATS - Ford        | 0      | Col·lisió                           | 18              |       |
| WD  | 28 | Didier Pironi      | Ferrari           |        | Retirat per la mort de G.Villeneuve |                 |       |
| NVS | 27 | Gilles Villeneuve  | Ferrari           |        | Accident Mortal a la classificació  |                 |       |
| NVQ | 14 | Roberto Guerrero   | Ensign - Ford     |        |                                     |                 |       |
| NVQ | 33 | Jan Lammers        | Theodore - Ford   |        |                                     |                 |       |
| NVQ | 32 | Riccardo Paletti   | Osella - Ford     |        |                                     |                 |       |
| NVQ | 19 | Emilio de Villota  | March - Ford      |        |                                     |                 |       |

## Altres
- Pole: Alain Prost 1' 15. 701

- Volta ràpida: John Watson 1' 20. 214 (a la volta 67)